# NazoLab
NazoLab（なぞらぼ）とは、ビジュアルな数式表示を可能としたQ&A形式のナレッジコミュニティーサービスである。自然な数式表示に加え、ペイント機能やプログラムソースコード記述機能を提供しているため、数学や物理学、経済学や情報工学など幅広い分野の質問を可能としている。フレンド登録やグループ機能など、SNSの側面があるのも特徴である。 

## 概要
2010年5月28日にベータ版で提供を開始。
独自開発された簡単数式入力システムやTeXによる数式表示を可能としている。
質問や回答には無料の会員登録が必要である。
良回答には、拍手があつまり回答者のポイントとなる。
質問ではなくても、数式を利用した記事を書き込むことができるノート機能もある。
ノート機能を利用した記事には、質問と同様に拍手を得ることができたり、
他のユーザーからコメントをもらったりできる。
twitterのアカウントである@nazolabをフォローすると、TLで新着情報などを確認できる。

## 沿革
- 2010年5月28日 ベータ版として公開
- 2010年7月27日 ITMediaに取り上げられる[1]
- 2010年7月29日 検索機能を搭載
- 2010年8月6日 数式の再編集機能を搭載
- 2010年8月17日 スマートフォンでの表示に対応
- 2010年9月9日 グラフ機能（テスト版）を公開
- 2010年12月28日　自動バックアップ機能追加
- 2011年1月4日　ペイント機能追加
- 2011年1月17日　夕刊読売新聞（西部本社発行）にNazoLabが紹介される
- 2011年1月25日　大幅なリニューアルを行う
- 2011年2月2日　マイフレンド機能を公開
- 2011年2月6日　教科書解答ライブラリを公開